# Watsonville
Watsonville é uma cidade localizada no estado americano da Califórnia, no condado de Santa Cruz. Foi incorporada em 30 de março de 1868.

## Geografia
De acordo com o United States Census Bureau, a cidade tem uma área de 17,6 km², onde 17,3 km² estão cobertos por terra e 0,3 km² por água.

### Localidades na vizinhança
O diagrama seguinte representa as localidades num raio de 8 km ao redor de Watsonville.

## Demografia
Segundo o censo nacional de 2010, a sua população é de 51 199 habitantes e sua densidade populacional é de 2 954,86 hab/km². É a cidade mais densamente povoada do condado de Santa Cruz e também a que, em 10 anos, teve o maior crescimento populacional. Possui 14 089 residências, que resulta em uma densidade de 813,12 residências/km².